# Provincie romană

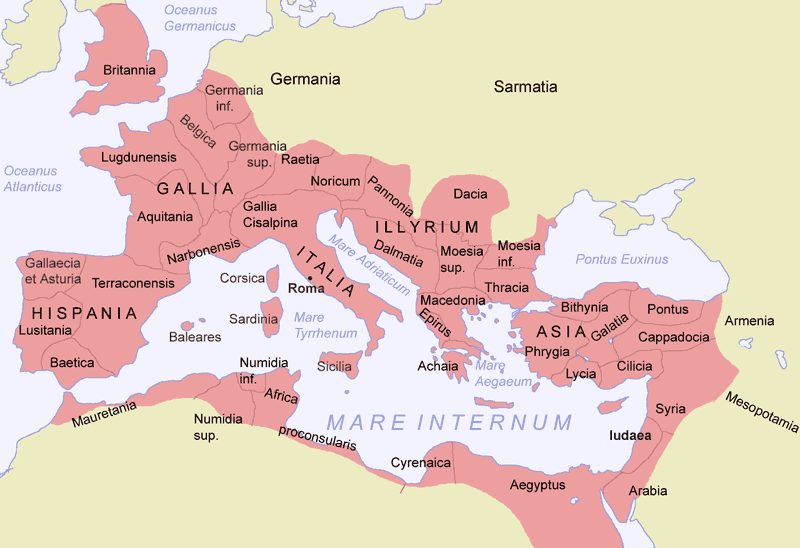
Hartă a provinciilor Imperiului Roman, după 120 d.Hr.

În Roma Antică, o provincie (latină, provincia, pl. provinciae) era unitatea teritorială și administrativă de bază, și până la Tetrarhie (aprox. 296), și,cea mai mare parte a Imperiului în afara Peninsulei Italice.

## Generalități
Provinciile erau de obicei guvernate de politicieni cu rang senatorial, în general foști consuli sau foști praetori. O excepție era provincia Aegyptus, încorporată de Augustus după moartea Cleopatrei: era condusă de un guvernator de rang equestrian, poate pentru a descuraja ambițiile senatorilor.
În timpul Republicii Romane, guvernatorul unei provincii era numit pe o perioadă de un an. La început de an, provinciile erau distribuite viitorilor guvernatori prin tragere la sorți sau erau atribuite direct. De obicei, provinciile care erau mai greu de guvernat decât era de așteptat, — fie din cauza invaziilor barbare, fie datorită răscoalelor interne —, erau date spre conducere foștilor consuli, oamenii care aveau cel mai mare prestigiu și cea mai mare experiență. Distribuția legiunilor în provincii depindea de asemenea de gradul de risc reprezentat. Spre exemplu, în anul 14, provincia Lusitania nu avea o legiune permanentă, însă în Germania Inferior, unde frontiera de la Rin nu era încă pacificată, erau staționate patru legiuni. Aceste provincii problematice erau cele mai dorite de viitorii guvernatori. Problemele provinciale însemnau și război, iar războiul aducea întotdeauna pradă, sclavi de vânzare și ocazii de îmbogățire. Sicilia a constituit prima provincie romană începând cu 241 î.Hr., după ce a fost cucerită treptat de Republică în timpul Primului Război Punic (264–241 î.Hr.).
Numărul și dimensiunea provinciilor se schimba în conformitate cu politica internă romană. În timpul Imperiului Roman, provinciile cele mai mari, sau cele mai mari garnizoane (spre exemplu Pannonia și Moesia) au fost împărțite în provincii mai mici pentru a împiedica o situație în care un singur guvernator ar fi deținut prea multă putere în mâinile sale. Se descurajau astfel ambițiile șefilor de provincii pentru tronul imperial.
După apariția principatului la sfârșitul războiului civil, care a marcat dispariția Republicii, Augustus și-a arogat dreptul de a alege guvernatorii pentru provinciile în care el și succesorii săi dețineau controlul militar și administrativ suprem. În acest fel, provinciile cele mai importante din punct de vedere strategic, de obicei aflate la granițele disputate ale imperiului, au devenit provincii imperiale. Restul provinciilor au rămas, cu statutul de provincii senatoriale, în care Senatul avea dreptul să numească un guvernator.